# Senna kurtzii
Senna kurtzii är en ärtväxtart som först beskrevs av Hermann August Theodor Harms, och fick sitt nu gällande namn av Howard Samuel Irwin och Rupert Charles Barneby. Senna kurtzii ingår i släktet sennor, och familjen ärtväxter. Inga underarter finns listade i Catalogue of Life.